# Tomáškova lípa
Tomáškova lípa je památný strom ve vsi Podolí, jižně od Klatov. Lípa velkolistá (Tilia platyphyllos) roste u čp. 6 v nadmořské výšce 590 m. Obvod jejího kmene měří 665 cm a koruna stromu dosahuje do výšky 20 m (měření 1998). Lípa je chráněna je od roku 1985 pro svůj vzrůst a věk. Lípa byla dle místních vysazena rychtářem Václavem Tomáškem na sklonku 17.století a nese proto jeho jméno. 

## Stromy v okolí
- Nemilkovský dub
- Dub u Dvora
- Chrástovský dub
- Lípa na návsi v Malonicích
- Malonická lípa
- Dub u Malonic